# تغيير العلامة التجارية

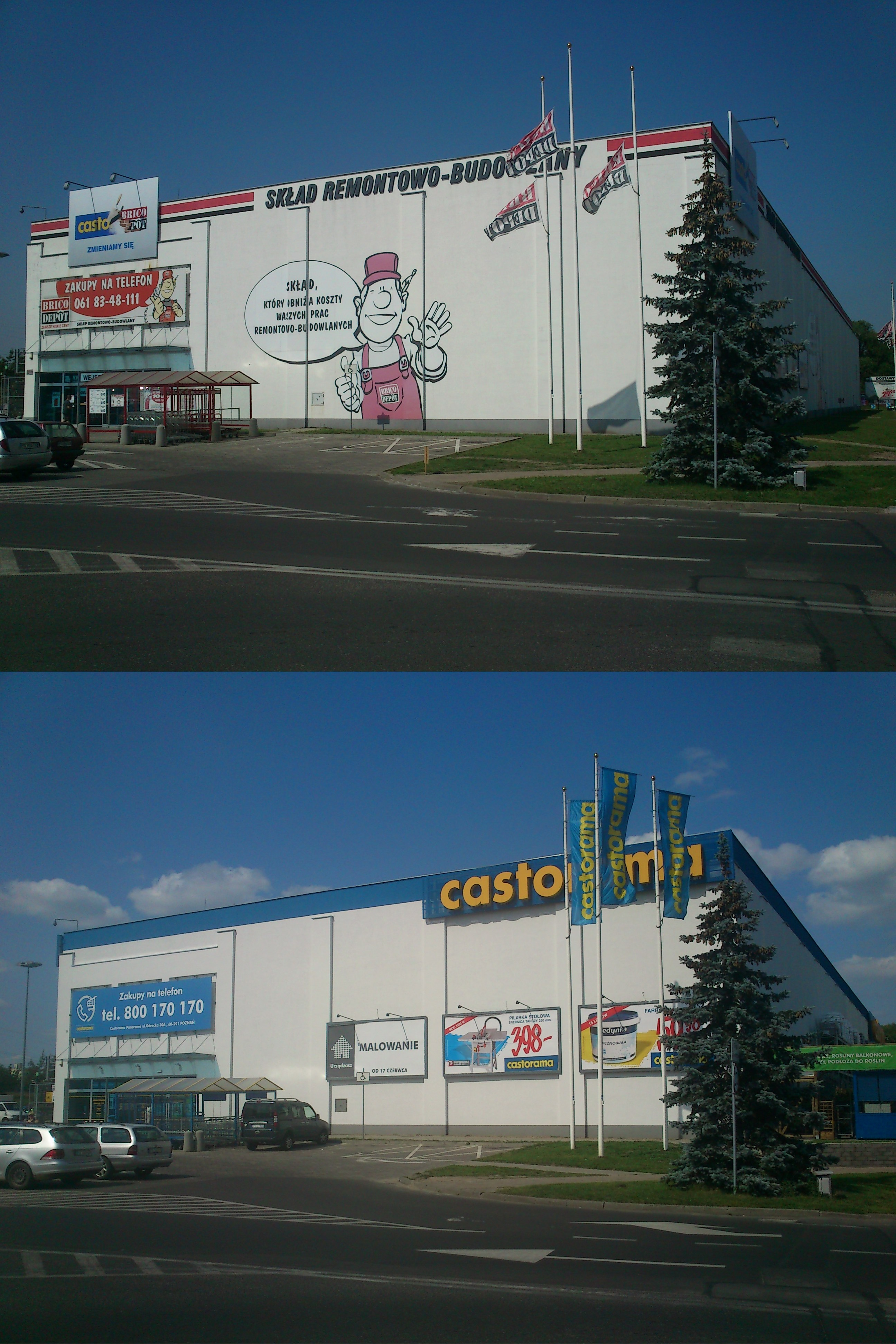

تغيير العلامة التجارية هي إستراتيجية تسويقية يُنشأ من خلالها اسم أو مصطلح أو رمز أو تصميم أو مفهوم جديد أو خليط من ذلك لعلامة تجارية معترف بها قانونيًا بهدف تطوير هوية جديدة ومتميزة لها في أذهان المستهلكين والمستثمرين والمنافسين وأصحاب المصلحة الآخرين. يتضمن ذلك غالبًا تغييرات جذرية في شعار العلامة التجارية واسمها وأسمائها القانونية وصورتها وإستراتيجة التسويق والمواضيع الإعلانية. تهدف مثل هذه التغييرات إلى تغيير العلامة التجارية/ الشركة أحيانًا لإبعاد نفسها عن الدلالات السلبية للعلامة التجارية السابقة، أو نقل العلامة التجارية إلى سوق أعلى؛ يمكن أيضًا أن توصل رسالة جديدة يرغب مجلس إدارة جديد في إيصالها.
يمكن تطبيق تغيير العلامة التجارية على المنتجات الجديدة، أو المنتجات الناضجة، أو حتى المنتجات التي ما تزال قيد التطوير. يمكن أن تحدث العملية عن قصد من خلال تغيير متعمد في الإستراتيجية أو عن غير قصد في حالات طارئة غير مخطط لها مثل: «الفصل 11 إعادة هيكلة الشركة»، أو «تدمير النقابة»، أو «الإفلاس». يمكن أن يشير تغيير العلامة التجارية إلى تغيير في الشركة/ العلامة التجارية التي يمكن أن يكون لها علامات تجارية فرعية لمنتجات أو شركات.

## تغيير العلامة التجارية لشركة
أصبح تغيير العلامة التجارية بدعة في مطلع الألفية، مع تغيير بعض الشركات لعلامتها التجارية عدة مرات. جرى تغيير العلامة التجارية لفيليب موريس إلى ألتريا من أجل مساعدة الشركة على التخلص من صورتها السلبية. أثبتت تغييرات أخرى في العلامات التجارية مثل محاولة المكتب البريطاني تغيير علامته التجارية إلى كوزينيا فشلها، إذ كان يجب إنفاق ملايين أكثر للعودة إلى العلامة المربعة السابقة. وجد موزيليك ولامبكين (2006) في دراسة شملت 165 حالة لتغيير العلامة التجارية، أنه سواء كان تغيير العلامة التجارية ناتج عن إستراتيجية الشركة (مثال إم & إيه) أو هو جزء من إستراتيجية التسويق الفعلية (تغيير سمعة الشركة)، فإنه يهدف إلى تعزيز حقوق ملكية العلامة التجارية للشركة واستعادتها ونقلها و/أو إعادة إنشائها.
وفقًا لسينكلير (1999:13)، تعترف الشركات التجارية حول العالم بقيمة العلامات التجارية. «يبدو أن العلامات التجارية إلى جانب حقوق النشر والماركات المسجلة، وبرمجيات الحواسيب واختصاصيي المعرفة الفنية، هم الآن في مركز القيمة الغامضة التي يوليها المستثمرون للشركات». قد تجد الشركات في القرن الحادي والعشرين أنه من الضروري إعادة النظر في علامتهم التجارية فيما يتعلق بكونها مناسبة للمستهلكين والسوق المتغيرة. يمكن أن تحقق مشاريع تغيير العلامة التجارية علامة تجارية أفضل من سابقتها. نظرًا إلى التأثير الهائل الذي قد تسببه إعادة تسمية العلامة التجارية أو تغييرها، فإنه من المهم أن يشارك العميل في العملية بحذر وعناية كبيرين. يجب إطلاق هوية الشركة وعلامتها التجارية الجديدتين بطريقة خفية ومنهجية لتجنب نفور المستهلكين القدامى في أثناء السعي لجذب آفاق تجارية جديدة.
على الرغم من عدم وجود صيغة سحرية، فإن هناك عملية منهجية تشمل إستراتيجية دقيقة، ومرئيات جديرة بالذكر وردود فعل شخصية، وجميعها يجب أن تتواصل في انسجام كي يضع العميل ثقته الكاملة ويستثمر عواطفه فيما هو معروض.
يزيد التسويق من الوعي والاتحادات في ذاكرة العملاء وذلك كي يتمكنوا من معرفة أي علامة تجارية هي التي تخدم احتياجاتهم بشكل أفضل. بمجرد أن تصبح في موقع الريادة، فإن التسويق وجودة المنتج ونوعية الخدمة والتسعير المعقول والتوزيع الفعال ما سيبقي العلامة التجارية متفوقة ويعطي القيمة لمالكيها (سينكلير، 1999:15).

## الأسباب المحتملة لتغيير العلامة التجارية لشركة
غالبًا ما تغير الشركات علاماتها التجارية استجابةً للقضايا الخارجية و/أو الداخلية. عادة ما تغير الشركات علامتها التجارية دوريًا من أجل البقاء على اطلاع أو تحضير أنفسهم للمنافسة. تستخدم الشركات أيضًا تغيير العلامة التجارية كأداة تسويق فعالة من أجل إخفاء الممارسات الخاطئة في الماضي، ومن ثم التخلص من الدلالات السلبية التي قد تؤثر على الربحية.
تستخدم شركات مثل سيتي غروب، إيه أو إل، وأميريكان إكسبرس، ووغولدمان ساكس جميعًا البائعين الخارجيين المتخصصين بإستراتيجية العلامة التجارية وتطوير هوية الشركة. تستثمر الشركات موارد قيّمة في تغيير العلامة التجارية والبائعين الخارجيين لأنها أحد طرق حمايتهم من أن يوضعوا في اللائحة السوداء للعملاء في سوق تنافسية للغاية. صرح الدكتور روجر سينكلير، وهو خبير رائد في تقييم العلامة التجارية وممارسة حقوق الملكية في جميع أنحاء العالم، أن «العلامة التجارية هي وسيلة حصلت عليها مؤسسة، وتمنح منافع اقتصادية في المستقبل». بمجرد أن تمتلك العلامة التجارية دلالات سلبية مرتبطة بها، فإنها قد تقود فقط إلى انخفاض الربحية وربما فشل الشركة بالكامل.

### التميّز عن المنافسين
تميز الشركات نفسها عن المنافسين بدمج الممارسات من تغيير الشعار إلى التحول إلى اللون الأخضر. التميز عن المنافسين مهم من أجل جذب عملاء أكثر وهو طريقة فعالة لجذب المزيد من الموظفين المرغوبين. تنتشر الحاجة إلى التميز بشكل خاص في الأسواق المشبعة مثل قطاع الخدمات المالية. يُغطّى عامل التميز وأهميته في أفضل الكتب مبيعًا، وكتاب تدخل العلامة التجارية لخبير تغيير العلامات التجارية ديفيد براير.

### التخلص من الصورة السلبية
قد تغير المنظمات علامتها التجارية عن سابق إصرار لإخفاء الصور السلبية عن ماضيها. تقترح الأبحاث أن «القلق بشأن التصورات الخارجية للمنظمة ونشاطاتها» قد يعمل محركًا رئيسيًا في ممارسات تغيير العلامة التجارية. في سياق الشركة، يمكن أن يستخدم المدير تغيير العلامة التجارية بمثابة إستراتيجية تسويق فعالة لإخفاء الممارسات الخاطئة وتجنب/ التخلص من الدلالات السلبية وانخفاض الربحية. غيرت شركات مثل فيليب موريس في الولايات المتحدة، وبلاك ووتر، وإيه آي جي علامتها التجارية بهدف التخلص من الصور السلبية. غيرت شركة فيليب موريس في الولايات المتحدة اسمها وشعارها إلى ألتريا في 27 يناير عام 2003، وذلك بسبب الدلالات السلبية المرتبطة بمنتجات التبغ التي كان من الممكن أن يكون لديها القدرة على التأثير على ربحية العلامات التجارية لشركة فيليب موريس مثل كرافت فودس.
في عام 2008، تضررت صورة شركة إيه آي جي بسبب حاجتها لخطة إنقاذ فيدرالية خلال الأزمة المالية. أُنقذت شركة إيه آي جي لأن وزارة الخزانة الأمريكية صرحت أن إيه آي جي كانت أكبر من أن تفشل بسبب حجمها وعلاقاتها المعقدة مع الأطراف المالية المقابلة. شركة إيه آي جي هي شركة دولية ضخمة، مع ذلك ارتبط متقاعدو الشركة والشركات الفرعية المالية الخاصة بها بدلالات سلبية بسبب خطة الإنقاذ. نتيجةً لذلك، غير مستشارو الشركة الماليون ومتقاعدوها على التوالي العلامة التجارية إلى ساغبويت فايننشال وفاليك (شركة التأمين على الحياة السنوية المتغيرة) للتخلص من الصورة السلبية المرتبطة بشركة إيه آي جي.